# Chandos Anthems

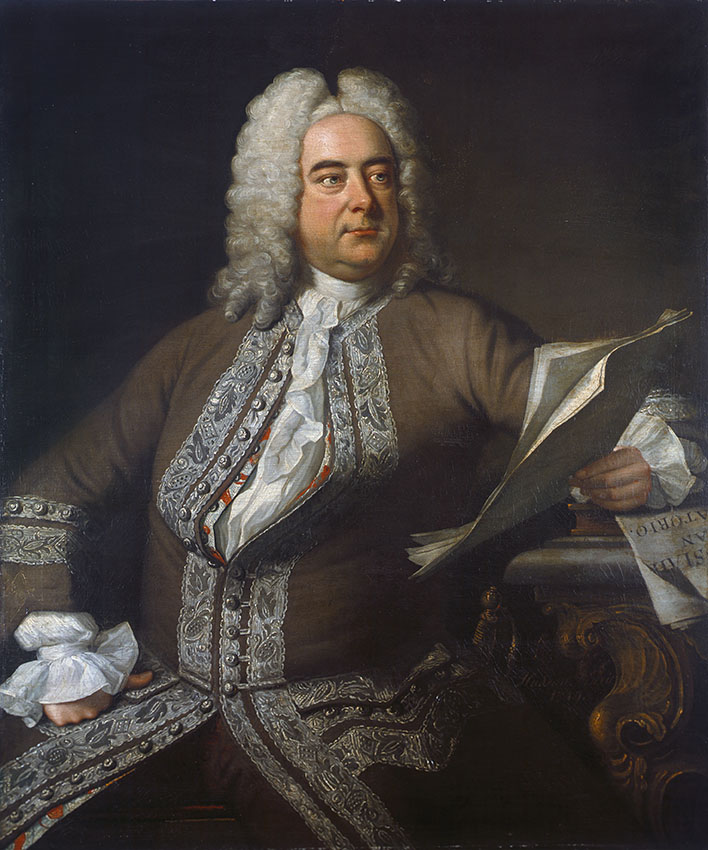
Georg Friedrich Händel w 1748 r. na obrazie Thomasa Hudsona

Chandos Anthems – cykl 11 anthemów G.F. Händla, napisanych podczas jego pobytu w nowo wybudowanym pałacu Cannons (od 1717 do 1719 roku) dla 1 księcia Chandos. Wykonywane były w kościele St Lawrence w Whitchurch podczas nabożeństw a nie w kaplicy księcia Chandos, która została ukończona dopiero w 1720 roku. Händel podczas pobytu w Cannons skomponował także "Te Deum B-dur", znane również jako "Chandos Te Deum". 
„Chandos Anthems” nawiązują do powstałego w renesansie i właściwego dla Anglii gatunku anthem. Händel rozwinął tradycyjne barokowe anthem kantatowe; w "Chandos Anthems" wprowadził on bardziej żywe, radosne tematy melodyczne. Podobnie jak we wcześniejszym anthem kantatowym, partie chóralne kontrastują z ustępami śpiewanymi przez solistów. Hymn rozpoczyna dłuższy wstęp instrumentalny, zazwyczaj określony jako sonata; część wokalną natomiast otwiera podniosły chór. Następnie pojawiają się kolejne chóry oraz partie solowe, czasem łączone z chórem. Podobnie jak początek, zakończenie hymnu również jest chóralne. Händel komponując cykl hymnów, wykorzystał stosunkowo niewielką obsadę instrumentalną. Nie wynikało to jednak z zamysłu Handla, ale z uwarunkowań zespołu, jaki miał on wówczas do dyspozycji. Johann Pepusch, dyrektor muzyczny w Cannons w 1720 roku zapisał, że zespół instrumentalny obejmuje tylko czworo skrzypiec, kontrabas, wiolonczele, niewielkie organy i dwa flety. W niektórych ariach – jak choćby w "Let the righteous be glad" z hymnu "Let God arise" – Händel wykorzystał przede wszystkim instrumenty dęte, dzięki czemu urozmaicił poszczególne części hymnu, dokonując zróżnicowania w instrumentacji. 
Chandos Anthems
| Nr | HWV  | Tytuł                              | Głosy                    | Instrumenty                                                 | Tekst                          | Liczba części | Wykonanie         |
| -- | ---- | ---------------------------------- | ------------------------ | ----------------------------------------------------------- | ------------------------------ | ------------- | ----------------- |
| 1  | 246  | O be joyful in the Lord            | soliści: STB chór: stb   | obój, fagot, skrzypce I, II, wiolonczele, basso continuo    | Psalm 100                      | 8             | Cannons, ok. 1717 |
| 2  | 247  | In the Lord put I my trust         | soliści: T chór: stb     | obój, fagot, skrzypce I, II, wiolonczele, kontrabas, organy | Psalmy: 9, 11, 12, 13          | 8             | Cannons, ok. 1717 |
| 3  | 248  | Have mercy upon me                 | soliści: ST chór: stb    | obój, fagot, skrzypce I, II, wiolonczele, kontrabas, organy | Psalm 51                       | 8             | Cannons, ok. 1717 |
| 4  | 249b | O sing unto the Lord a new song    | soliści: ST chór: stb    | obój, fagot, skrzypce I, II, wiolonczele, kontrabas, organy | Psalmy: 93, 96                 | 8             | Cannons, ok. 1717 |
| 5  | 250a | I will magnify thee                | soliści: ST chór: stb    | obój, fagot, skrzypce I, II, wiolonczele, kontrabas, organy | Psalmy: 144, 145               | 8             | Cannons, ok. 1717 |
| 6  | 251b | As pants the hart                  | soliści: STB chór: stb   | obój, fagot, skrzypce I, II, wiolonczele, kontrabas, organy | Psalm 42                       | 7             | Cannons, ok. 1717 |
| 7  | 252  | My song shall be alway             | soliści: SATB chór: satb | obój, fagot, skrzypce I, II, wiolonczele, kontrabas, organy | Psalm 89                       | 9             | Cannons, ok. 1717 |
| 8  | 253  | O come, let us sing unto the Lord  | soliści: ST chór: sttb   | flet I, II, obój, skrzypce I, II, basso continuo            | Psalmy: 95, 96, 97, 99, 103    | 9             | Cannons, ok. 1718 |
| 9  | 254  | O praise the Lord with one consent | soliści: STTB chór: satb | obój, skrzypce I, II, basso continuo                        | Psalmy: 117, 135, 148          | 8             | Cannons, ok. 1718 |
| 10 | 255  | The Lord is my light               | soliści: STT chór: stttb | flet I, II, obój, skrzypce I, II, basso continuo            | Psalmy: 18, 20, 27, 28, 29, 45 | 11            | Cannons, ok. 1718 |
| 11 | 256a | Let God arise                      | soliści: ST chór: satb   | obój, fagot, skrzypce I, II, wiolonczele, kontrabas, organy | Psalmy: 68,76                  | 8             | Cannons, ok. 1717 |

Handlowskie "Chandos Anthems" były zbyt odmienne od tradycyjnych hymnów Johna Blowa czy Henry Purcella, aby mogły zostać włączone do zwykłego repertuaru kościelnego. Handel do 1741 roku pisał opery. Miało to wpływ na jego muzykę religijną: komponując cykl hymnów dla księcia Chandos, Händel zsyntetyzował melodyjność włoskiej opery z dorobkiem angielskiego anthemu i niemiecką tradycją kantatową. Podobnej syntezy dokonał komponując cztery hymny koronacyjne, w tym najsłynniejszy anthem "Zadok the Priest". Hymny Handla pełne są zaskoczeń oraz zmian tempa, a melodyka radosna i podniosła. Do najpopularniejszych hymnów z całego cyklu zalicza się między innymi: „O praise the Lord” oraz „Let God arise”. Händel, komponując następny cykl hymnów z okazji koronacji króla Jerzego II hanowerskiego w 1727 roku, korzystał także z pewnych rozwiązań kompozytorskich, jakie wykorzystał w „Chandos Anthems”. Można bowiem zauważyć podobieństwo pomiędzy trzecią sekcją hymnu koronacyjnego "Zadok the Priest" a zakończeniem hymnu „O praise the Lord”. Jednak Handlowskie "Coronation Anthems", choć niewątpliwie wiele zawdzięczają hymnom komponowanym w Cannons, przejawiają już nowe, dotychczas niespotykane pomysły, jakie wraz z upływem czasu wprowadzał on do swych kolejnych chóralnych kompozycji. 

## Nagrania
1. Handel – Chandos Anthems - complete – Lynne Dawson - sopran, Patrizia Kwella - sopran, James Bowman - kontratenor, Ian Partridge - tenor, Michael George – bas, The Sixteen Choir & Orchestra - Harry Christophers, dyr., CHANDOS, 1994 (1988, 1989), 4CD, DDD, CHAN 0554-7
2. Handel – Chandos Anthems Nos 7, 9, 11 – Emma Kirkby – sopran, Iestyn Davies – kontratenor, James Gilchrist – tenor, Neal Davies – bas, The Choir of Trinity College Cambridge, Academy of Ancient Music – Stephen Layton, dyr., HYPERION Records, 2009, CD, DDD, CDA67737
3. Handel – Chandos Anthems Nos 5, 6, 8 – Susan Gritton – sopran, Iestyn Davies – kontratenor, Thomas Hobbs - tenor, The Choir of Trinity College Cambridge, Academy of Ancient Music – Stephen Layton, dyr., HYPERION Records, 2013, CD, DDD, CDA67926